# Orzecznictwo Sądu Najwyższego. Izba Cywilna
Orzecznictwo Sądu Najwyższego. Izba Cywilna (OSNC) – wydawany od 1918 r. urzędowy zbiór orzeczeń Sądu Najwyższego, określany w publicystyce prawniczej mianem zielonego orzecznictwa z uwagi na kolor okładki. Miesięcznik zawiera węzłowe orzeczenia Izby Cywilnej Sądu Najwyższego wraz z pełnymi tekstami uzasadnień oraz skorowidzami tematycznymi.
Na przestrzeni lat periodyk wydawany był pod następującymi tytułami:
- do 1932 „Zbiór Orzeczeń Sądu Najwyższego. Orzeczenia Izby Pierwszej”
- 1933–1952 „Zbiór Orzeczeń Sądu Najwyższego. Orzeczenia Izby Cywilnej” (powstały z połączenia ukazujących się do 1932 r.: „Zbioru Orzeczeń Sądu Najwyższego. Orzeczenia Izby Pierwszej” oraz „Zbioru Orzeczeń Sądu Najwyższego. Orzeczenia Izby Trzeciej”)
- 1953–1961 „Orzecznictwo Sądu Najwyższego. Izba Cywilna i Izba Karna”
- 1962 „Orzecznictwo Sądu Najwyższego. Izba Cywilna”
- 1962–1981 „Orzecznictwo Sądu Najwyższego. Izba Cywilna i Izba Pracy i Ubezpieczeń Społecznych”
- 1982–1989 „Orzecznictwo Sądu Najwyższego. Izba Cywilna i Administracyjna i Izba Pracy i Ubezpieczeń Społecznych”
- 1990–1994 „Orzecznictwo Sądu Najwyższego. Izba Cywilna i Izba Administracyjna, Pracy i Ubezpieczeń Społecznych”
- od 1995 „Orzecznictwo Sądu Najwyższego. Izba Cywilna”.